# Don Bosco Magazin
Das Don Bosco Magazin ist das kostenlose Familienmagazin der Salesianer Don Boscos und der Don-Bosco-Schwestern in Deutschland, Österreich und der Schweiz.
Es ist das Verbindungsorgan für die Freunde und Förderer der beiden Ordensgemeinschaften und ihrer Einrichtungen.
Inhaltliche Schwerpunkte sind Themen rund um Jugend, Erziehung, Wertevermittlung, Familie, Glaube, Spiritualität und Mission. Außerdem enthält es Tipps zu Gesundheit, Freizeit und Kochen sowie eine Kinderseite.
Das Magazin informiert über das Leben und Wirken des heiligen Don Bosco (1815–1888) für Kinder und Jugendliche sowie über die weltweite Arbeit der von ihm gegründeten Ordensgemeinschaften.
Erscheinungsweise ist zweimonatlich mit einem Umfang von 40 Seiten.
Zum 200. Geburtstag Don Boscos erschien 2015 ein Sonderheft.
Die Zeitschrift erreicht eine Gesamtauflage von rund 80.000 Exemplaren. Das Abonnement ist grundsätzlich kostenlos.